# Zhuangshi Shan
Zhuangshi Shan (chinesisch 壯實山 Starker Berg) ist ein 99 m hoher Hügel im Norden von Fisher Island vor der Ingrid-Christensen-Küste des ostantarktischen Prinzessin-Elisabeth-Lands. Er ragt nördlich des Xiaowudang Shan auf. Seine Nordflanke fällt sanft zum Meer hin ab.
Chinesische Wissenschaftler benannten ihn bei Vermessungen und Kartierungen im Jahr 1992.